# Teodorico de Freiberg

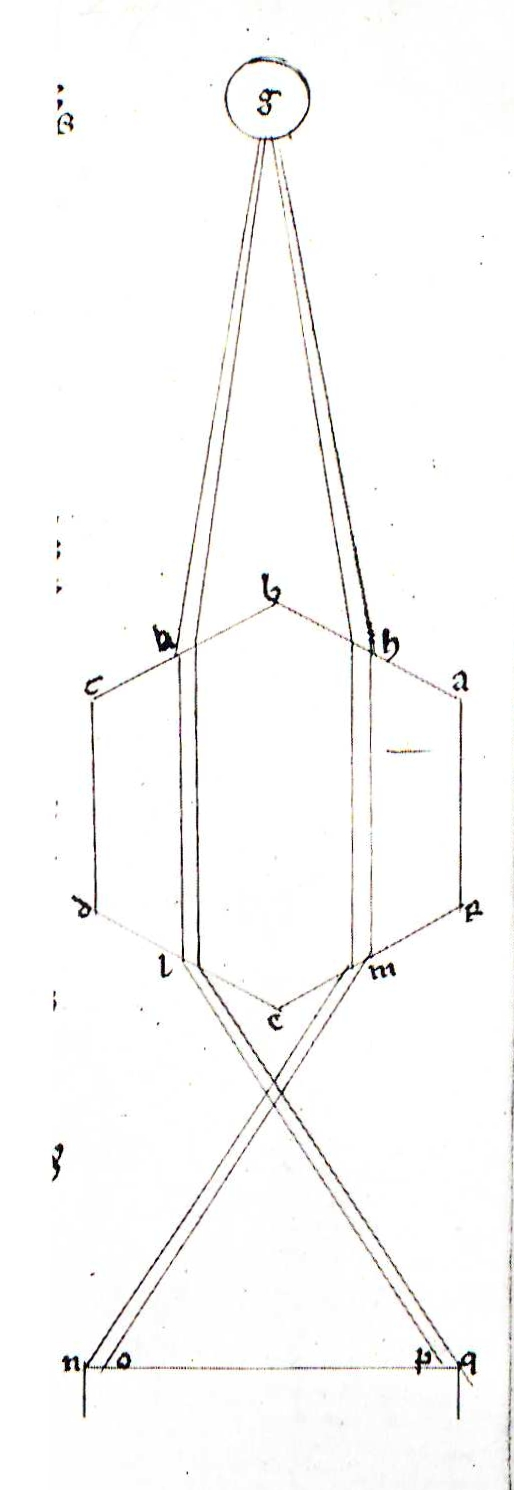
La refracción de los rayos de luz sobre un cristal, después de que Dietrich escribiera sobre el arcoíris. En la parte superior: fuente de luz; parte inferior: área donde los rayos que emergen del cristal chocan. Diagrama en el manuscrito de Basilea, Biblioteca Universitaria, F.IV. 30, fol. 24r, F.IV. 30, fol. 24r (14. Jahrhundert)

Teodorico de Freiberg (en alemán: Dietrich von Freiberg; en latín: Theodoricus Teutonicus) fue un físico, profesor y teólogo dominico.
Nació en 1250 en Freiberg (Sajonia). Murió después de 1310. Enseñó teología en Alemania y en París. En septiembre de 1293 fue nombrado Superior Provincial de la orden Dominicana de Alemania, un puesto ocupado antes por Alberto  Magno.
Fue un autor prolífico: se le conocen treinta y ocho obras, compuestas entre 1285 y 1310 aproximadamente.Su obra abarca prácticamente todas las ramas de la teología, la filosofía y las ciencias naturales conocidas en la época del autor aproximadamente.
Sus estudios de óptica son también una contribución importante a la metodología científica. En la obra de Iride anunció los resultados de los rayos de luz que pasan a través del vaso lleno de agua. También proporcionó la primera teoría acerca de la naturaleza del arcoíris, (lo hizo de forma independiente del erudito persa Kamal al-Din al-Farisí).

## Obra

### Ediciones de textos
- Dietrich von Freiberg. Opera omnia, editó Loris Sturlese, Georg Steer u. a., Meiner, Hamburg 1977–1985 (edición crítica)
  - V. 1: Schriften zur Intellekttheorie, editó Burkhard Mojsisch, 1977, ISBN 3-7873-0372-3
  - V. 2: Schriften zur Metaphysik und Theologie, editó Ruedi Imbach u. a., 1980, ISBN 3-7873-0446-0
  - V. 3: Schriften zur Naturphilosophie und Metaphysik, editó Jean-Daniel Cavigioli u. a., 1983, ISBN 3-7873-0545-9
  - V. 4: Schriften zur Naturwissenschaft. Briefe, editó Maria Rita Pagnoni-Sturlese u. a., 1985, ISBN 3-7873-0640-4
- Dietrich von Freiberg: Abhandlung über die Akzidentien. Meiner, Hamburg 1994, ISBN 978-3-7873-1173-6 (texto latino después de la edición de Pagnoni Sturlese sin el aparato crítico y traducción al alemán por Burkhard Mojsisch)
- Fiorella Retucci (ed.) Un nuovo testimone manoscritto del De luce e del De coloribus di Teodorico di Freiberg. In: Archives d’histoire doctrinale et littéraire du moyen âge 77, 2010, p. 193–219 (neue kritische Ausgabe von De coloribus mit Einbeziehung einer zusätzlichen, in der Ausgabe der Opera omnia nicht berücksichtigten Handschrift)

### Traducciones
- Dietrich von Freiberg: Abhandlung über den Intellekt und den Erkenntnisinhalt. Meiner, Hamburg 1980, ISBN 3-7873-0502-5 (tradujo Burkhard Mojsisch)
- Hartmut Steffan: Dietrich von Freibergs Traktat De cognitione entium separatorum. Studie und Text. Bochum 1977 (Dissertation; enthält p. 318–477 traducción del tratado).

### Textos de consulta
- Loris Sturlese. Dokumente und Forschungen zu Leben und Werk Dietrichs von Freiberg. Meiner, Hamburg 1984, ISBN 3-7873-0600-5 (contiene, además de la compilación de fuentes biográficas, una descripción completa del manuscrito.)